# Riemannscher Krümmungstensor
Der riemannsche Krümmungstensor (kürzer auch Riemanntensor, riemannsche Krümmung oder Krümmungstensor) beschreibt die Krümmung von Räumen beliebiger Dimension, genauer gesagt riemannscher oder pseudo-riemannscher Mannigfaltigkeiten. Er wurde nach dem Mathematiker Bernhard Riemann benannt und ist eines der wichtigsten Hilfsmittel der riemannschen Geometrie. Eine andere wichtige Anwendung findet er im Zusammenhang mit der Krümmung der Raumzeit in der allgemeinen Relativitätstheorie.
Der riemannsche Krümmungstensor ist ein Tensor der Stufe 4. Man kann seine Koeffizienten zum Beispiel in der Form {\displaystyle R_{ikp}^{m}} angeben. In diesem Artikel wird die einsteinsche Summenkonvention verwendet.

## Motivation
Diffeomorphismen sind die strukturerhaltenden Abbildungen zwischen differenzierbaren Mannigfaltigkeiten und entsprechend sind (glatte) Isometrien die strukturerhaltenden Abbildungen zwischen riemannschen Mannigfaltigkeiten. Da differenzierbare Mannigfaltigkeiten per Definition lokal diffeomorph zum euklidischen Raum sind, kam die Frage auf, ob riemannsche Mannigfaltigkeiten auch lokal isometrisch zum {\displaystyle \mathbb {R} ^{n}} sind. Dies ist nicht der Fall. Daher wurde der riemannsche Krümmungstensor eingeführt, welcher, einfach ausgedrückt, angibt, wie lokal ähnlich eine riemannsche Mannigfaltigkeit dem {\displaystyle \mathbb {R} ^{n}} ist. Um die Definition des riemannschen Krümmungstensors besser zu verstehen, wird folgende Überlegung im {\displaystyle \mathbb {R} ^{2}} vorangestellt.
Sei {\displaystyle Z\in \Gamma (T\mathbb {R} ^{2})} ein Vektorfeld. Im euklidischen {\displaystyle \mathbb {R} ^{2}} gilt für die Einheitsvektorfelder {\displaystyle \partial _{1},\,\partial _{2}} entlang der Koordinatenachsen die Gleichheit
{\displaystyle \nabla _{\partial _{1}}\nabla _{\partial _{2}}Z=\nabla _{\partial _{2}}\nabla _{\partial _{1}}Z,}
welche der Satz von Schwarz sichert. Gleiches gilt auch bei beliebigen konstanten Vektorfeldern {\displaystyle X,\ Y}. Für allgemeine, also insbesondere nicht konstante,  Vektorfelder {\displaystyle X,\ Y} gilt dieses auch im {\displaystyle \mathbb {R} ^{2}} schon nicht mehr, da unter Anwendung der Produktregel zusätzliche Ableitungsterme entstehen. 
Habe {\displaystyle Z} in Koordinaten die Darstellung {\displaystyle \textstyle Z=Z^{i}\partial _{i}}, so gilt
{\displaystyle \nabla _{X}\nabla _{Y}Z=\nabla _{X}YZ^{i}\partial _{i}=XYZ^{i}\partial _{i}.}
Der Ausdruck {\displaystyle YZ^{i}} bezeichnet die Richtungsableitung von {\displaystyle Z^{i}} in Richtung {\displaystyle Y}. Untersucht man nun weiter die Nichtkommutativität von {\displaystyle \nabla _{X}\nabla _{Y}}, so erhält man im euklidischen Raum
{\displaystyle \nabla _{X}\nabla _{Y}Z-\nabla _{Y}\nabla _{X}Z=(XYZ^{i}-YXZ^{i})\partial _{i}=\nabla _{[X,Y]}Z.}
Auf allgemeinen Mannigfaltigkeiten ist dies falsch. Aus diesem Grund wird die folgende Definition gemacht.

## Definition
Sei {\displaystyle M} eine glatte Mannigfaltigkeit mit dem Zusammenhang {\displaystyle \nabla }. Dann ist der riemannsche Krümmungstensor  eine Abbildung
{\displaystyle \Gamma ^{\infty }(M,TM)\times \Gamma ^{\infty }(M,TM)\times \Gamma ^{\infty }(M,TM)\to \Gamma ^{\infty }(M,TM),}
welche durch
{\displaystyle R(X,Y)Z=\nabla _{X}\nabla _{Y}Z-\nabla _{Y}\nabla _{X}Z-\nabla _{[X,Y]}Z}
definiert ist. Mit {\displaystyle \Gamma ^{\infty }(M,TM)} ist der Raum der glatten Vektorfelder und mit {\displaystyle [.,.]} die Lie-Klammer gemeint.
In lokalen Koordinaten kann man den Krümmungstensor mit Hilfe der Christoffelsymbole darstellen:
{\displaystyle R_{ikp}^{m}=\partial _{k}\Gamma _{ip}^{m}-\partial _{p}\Gamma _{ik}^{m}+\Gamma _{ip}^{a}\Gamma _{ak}^{m}-\Gamma _{ik}^{a}\Gamma _{ap}^{m}}

### Anmerkung
Manche Autoren, wie zum Beispiel do Carmo oder Gallot, Hulin, Lafontaine, definieren den Riemannschen Krümmungstensor mit umgekehrtem Vorzeichen. In diesem Fall dreht sich auch das Vorzeichen bei der Definition der Schnittkrümmung und der Ricci-Krümmung, so dass bei allen Autoren die Vorzeichen von Schnittkrümmung, Ricci-Krümmung und Skalarkrümmung übereinstimmen.

## Eigenschaften

### Tensorfeld
Der Krümmungstensor ist ein {\displaystyle (1,3)}-Tensorfeld.
- Er ist also insbesondere in jeder Variablen linear.
- Der Wert von {\displaystyle R(X,Y)Z} am Punkt {\displaystyle p} der Mannigfaltigkeit hängt nur von den Werten der Vektorfelder {\displaystyle X}, {\displaystyle Y} und {\displaystyle Z} am Punkt {\displaystyle p} ab (und nicht etwa von den Werten in einer Umgebung von {\displaystyle p}.)

### Symmetrien des Krümmungstensors
Auf einer differenzierbaren Mannigfaltigkeit {\displaystyle M} mit beliebigem Zusammenhang ist der Krümmungstensor schiefsymmetrisch in den ersten zwei Einträgen, das heißt, es gilt
| Erste Vertauschungssymmetrie | {\displaystyle R(X,Y)Z=-R(Y,X)Z\qquad } | {\displaystyle R_{abcd}=-R_{abdc}\Leftrightarrow R_{ab(cd)}=0} |

Für riemannsche Mannigfaltigkeiten {\displaystyle (M,g)} mit dem Levi-Civita-Zusammenhang gilt außerdem
| Zweite Vertauschungssymmetrie | {\displaystyle g(R(X,Y)Z,T)=-g(R(X,Y)T,Z)\qquad } | {\displaystyle R_{abcd}=-R_{bacd}\Leftrightarrow R_{(ab)cd}=0} |
| Blockvertauschungssymmetrie   | {\displaystyle g(R(X,Y)Z,T)=g(R(Z,T)X,Y)}         | {\displaystyle R_{abcd}=R_{cdab}}                              |

### Bianchi-Identitäten
Ist {\displaystyle M} eine differenzierbare Mannigfaltigkeit mit Zusammenhang {\displaystyle \nabla } und sind {\displaystyle W,X,Y,Z\in \Gamma ^{\infty }(M,TM)} Vektorfelder, dann gilt die erste Bianchi-Identität
- {\displaystyle R(X,Y)Z+R(Y,Z)X+R(Z,X)Y=(\nabla _{X}T)(Y,Z)+T(T(X,Y),Z)+(\nabla _{Y}T)(Z,X)+T(T(Y,Z),X)+(\nabla _{Z}T)(X,Y)+T(T(Z,X),Y)}

mit dem Torsionstensor {\displaystyle T} und {\displaystyle (\nabla _{X}T)(Y,Z)=\nabla _{X}(T(Y,Z))-T(\nabla _{X}Y,Z)-T(Y,\nabla _{X}Z).}
Die zweite Bianchi-Identität lautet
- {\displaystyle (\nabla _{X}R)(Y,Z)+R(T(X,Y),Z)+(\nabla _{Y}R)(Z,X)+R(T(Y,Z),X)+(\nabla _{Z}R)(X,Y)+R(T(Z,X),Y)=0}

mit {\displaystyle (\nabla _{X}R)(Y,Z)W=\nabla _{X}(R(Y,Z)W)-R(\nabla _{X}Y,Z)W-R(Y,\nabla _{X}Z)W-R(Y,Z)\nabla _{X}W.}
Ist {\displaystyle \nabla } torsionsfrei, so vereinfachen sich diese Gleichungen zu
- {\displaystyle R(X,Y)Z+R(Y,Z)X+R(Z,X)Y=0}

und
- {\displaystyle (\nabla _{X}R)(Y,Z)+(\nabla _{Y}R)(Z,X)+(\nabla _{Z}R)(X,Y)=0.}

Ist {\displaystyle (M,g)} eine riemannsche Mannigfaltigkeit mit dem Levi-Civita-Zusammenhang {\displaystyle \nabla }, dann gilt die erste Bianchi-Identität
- {\displaystyle R(X,Y)Z+R(Y,Z)X+R(Z,X)Y=0}

und die zweite Bianchi-Identität lässt sich als
- {\displaystyle \nabla _{W}g(R(X,Y)Z,V)+\nabla _{Z}g(R(X,Y)V,W)+\nabla _{V}g(R(X,Y)W,Z)=0}

schreiben. Die erste Bianchi-Identität wird auch algebraische Bianchi-Identität und die zweite auch differentielle Bianchi-Identität genannt. Benannt sind diese Identitäten nach dem Mathematiker Luigi Bianchi.

## Flache Mannigfaltigkeit

### Definition
Eine riemannsche Mannigfaltigkeit {\displaystyle (M,g)} heißt flach, falls sie lokal isometrisch zum euklidischen Raum ist. Das heißt, für jeden Punkt {\displaystyle p\in M} gibt es eine Umgebung {\displaystyle U} und eine Abbildung {\displaystyle \phi \colon U\to V\subset \mathbb {R} ^{n}}, welche isometrisch ist, also für welche {\displaystyle g(X,Y)=\phi ^{*}{\overline {g}}(X,Y)={\overline {g}}(\phi _{*}X,\phi _{*}Y)} gilt. Hier bezeichnet {\displaystyle {\overline {g}}} das euklidische Skalarprodukt und {\displaystyle \phi _{*}} den Pushforward von {\displaystyle \phi }.

### Verbindung zum Krümmungstensor
Eine riemannsche Mannigfaltigkeit mit Levi-Civita-Zusammenhang {\displaystyle \nabla } ist genau dann flach, wenn der riemannsche Krümmungstensor identisch null ist. Daher ist die abwickelbare Fläche das zweidimensionale Analogon zur flachen Mannigfaltigkeit.

## Abgeleitete Größen

### Schnittkrümmung
Eine der wichtigsten Krümmungsgrößen in der riemannschen Geometrie ist die Schnittkrümmung. Sie verallgemeinert die Gaußsche Krümmung von regulären Flächen. Dabei wird jeder Ebene {\displaystyle \sigma } im Tangentialraum an einem Punkt einer riemannschen Mannigfaltigkeit {\displaystyle M} eine Krümmung zugeordnet. Diese ist die Gaußkrümmung einer Fläche in {\displaystyle M}, die {\displaystyle \sigma } als Tangentialebene hat und innerhalb der Mannigfaltigkeit nicht gekrümmt ist, sozusagen ein „Schnitt“ durch die Mannigfaltigkeit in Richtung der Ebene {\displaystyle \sigma }. Die Definition erfolgt allerdings nicht mit Hilfe dieser Fläche, sondern mit Hilfe des riemannschen Krümmungstensors und von zwei Vektoren, die die Ebene {\displaystyle \sigma } aufspannen.
Gegeben seien eine riemannsche Mannigfaltigkeit {\displaystyle M} mit riemannscher Metrik {\displaystyle g}, ein Punkt {\displaystyle p} in {\displaystyle M} und ein zweidimensionaler Unterraum (Ebene) {\displaystyle \sigma \subset T_{p}M} des Tangentialraums {\displaystyle T_{p}M} von {\displaystyle M} im Punkt {\displaystyle p}. Seien {\displaystyle v} und {\displaystyle w} zwei Tangentialvektoren, die diese Ebene aufspannen. Mit
{\displaystyle |v\wedge w|={\sqrt {g(v,v)g(w,w)-g(v,w)^{2}}}}
wird der Flächeninhalt des von {\displaystyle v} und {\displaystyle w} aufgespannten Parallelogramms bezeichnet.
Dann hängt die Größe
{\displaystyle K(v,w)={\frac {g(R(v,w)w,v)}{|v\wedge w|^{2}}}={\frac {g(R(v,w)w,v)}{g(v,v)g(w,w)-g(v,w)^{2}}}}
nur von der Ebene {\displaystyle \sigma } ab, aber nicht von der Wahl der sie aufspannenden Vektoren {\displaystyle v} und {\displaystyle w}. Man schreibt deshalb für {\displaystyle K(v,w)} auch {\displaystyle K(\sigma )} und nennt dies die Schnittkrümmung von {\displaystyle \sigma }.
Ist {\displaystyle M} zweidimensional, dann gibt es in jedem Punkt {\displaystyle p} von {\displaystyle M} nur einen solchen zweidimensionalen Unterraum des Tangentialraums, nämlich den Tangentialraum selbst, und {\displaystyle K(\sigma )} ist dann gerade die Gaußkrümmung von {\displaystyle M} im Punkt {\displaystyle p}

### Ricci-Tensor
In den Einsteinschen Feldgleichungen wird der Ricci-Tensor {\displaystyle R_{\mu \nu }} (nach Gregorio Ricci-Curbastro) verwendet. Er ergibt sich aus dem Krümmungstensor durch Tensorverjüngung:
{\displaystyle R_{\mu \nu }=\pm R_{\mu \lambda \nu }^{\lambda }}
Gemäß der einsteinschen Summenkonvention wird über gleich vorkommende Indizes summiert, von denen der eine oben und der andere unten steht. Zur Bildung des Ricci-Tensors wird also über den Index {\displaystyle \lambda } summiert. Das Vorzeichen wird dabei per Konvention festgelegt und ist prinzipiell frei wählbar.

### Skalarkrümmung
Die Tensorverjüngung beziehungsweise Kontraktion des Ricci-Tensors bezeichnet man als den Krümmungsskalar (auch Ricci-Skalar oder Skalarkrümmung). Um seine Form zu beschreiben, wird hier zunächst der Ausdruck {\displaystyle R_{\kappa }^{\lambda }} aus dem Ricci-Tensor abgeleitet:
{\displaystyle R_{\kappa }^{\lambda }=g^{\mu \lambda }R_{\mu \kappa }.}
Dabei ist {\displaystyle g^{\mu \lambda }} der kontravariante metrische Tensor. Der Krümmungsskalar ergibt sich durch Kontraktion, dabei wird über den Index {\displaystyle \lambda } summiert.
{\displaystyle R=R_{\lambda }^{\lambda }}
Der Krümmungsskalar kann auch direkt aus dem Ricci-Tensor {\displaystyle R_{\mu \rho }} gewonnen werden:
{\displaystyle R=g^{\mu \rho }R_{\mu \rho }}
Dabei wird über die Indizes {\displaystyle \mu } und {\displaystyle \rho } summiert.
In der Allgemeinen Relativitätstheorie hängt der Krümmungsskalar über den Einsteinfaktor {\displaystyle \kappa } mit dem Laue-Skalar {\displaystyle T} zusammen, der durch Kontraktion aus dem Energie-Impuls-Tensor {\displaystyle T_{\nu }^{\mu }} gebildet wird:
{\displaystyle T=T_{\lambda }^{\lambda }=R/\kappa }